# كاردينييلا رايبايكو
بلدية كاردينييلا رايبايكو (بالإسبانية: Cardeñuela Riopico)‏, هي إحدى بلديات مقاطعة برغش, التي تقع في منطقة قشتالة وليون, والتي تقع في شمال غرب إسبانيا.
يبلغ عدد سكانها 92 نسمة وفقاً لإحصائية سنة (2002).